# Territoires du royaume de France

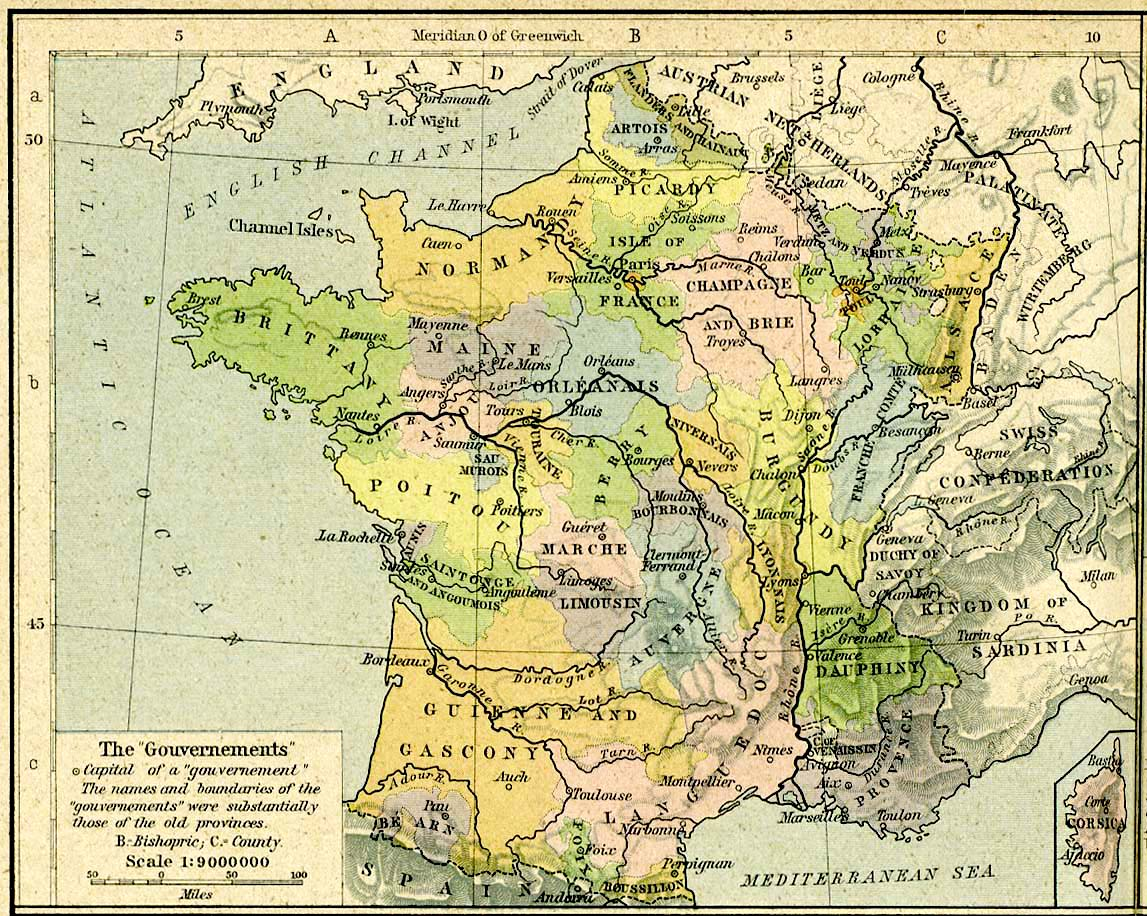
Les anciens gouvernements de France (1789).

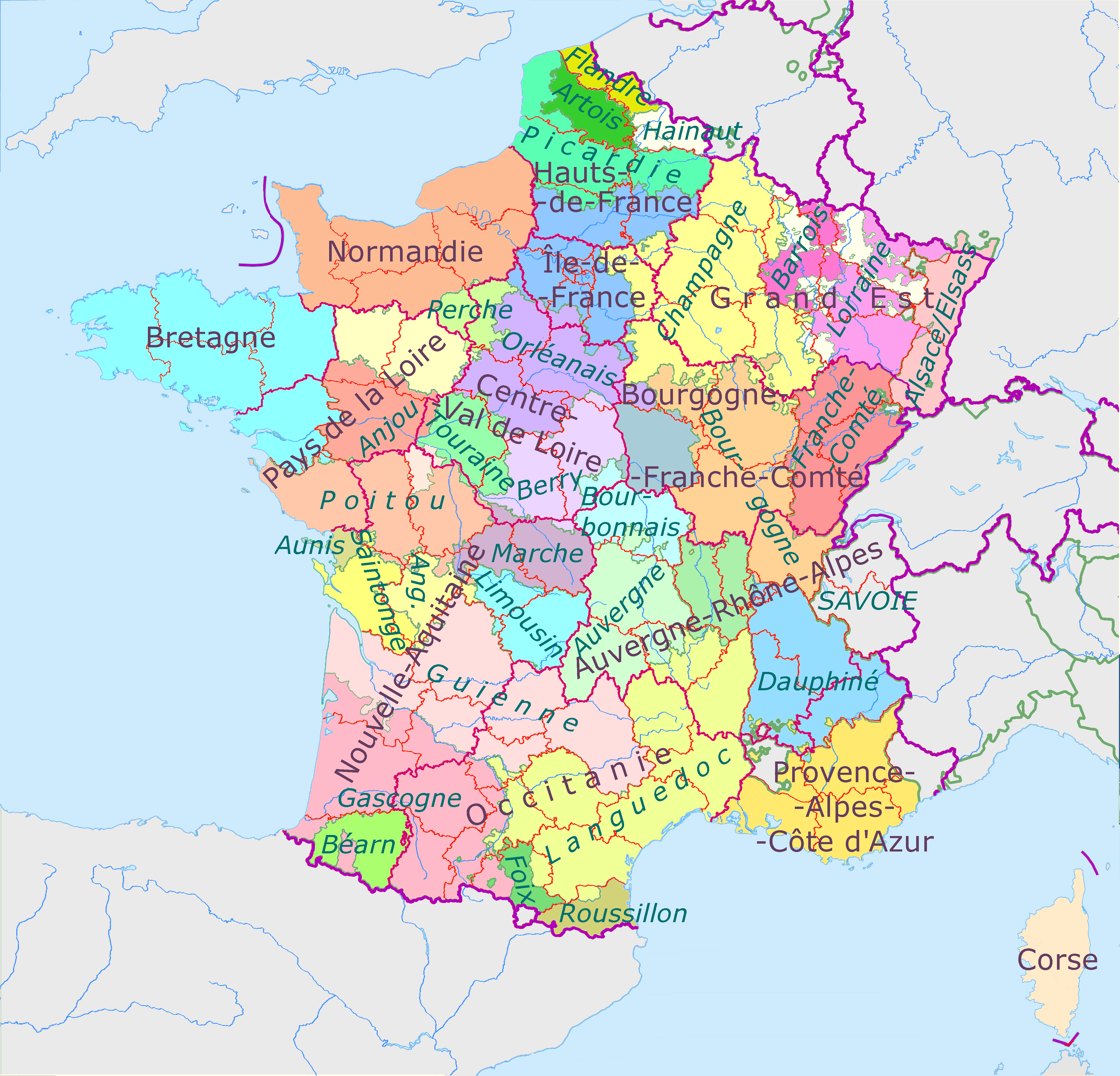
Les gouvernements militaires de l'Ancien Régime (couleurs) par rapport à la division administrative actuelle (frontières orange, roses et violettes)

Le territoire du royaume de France sous l'Ancien Régime (période des Temps modernes, de la fin du Moyen Âge à 1789) est divisé en entités administratives variables selon leur domaine de compétence : les circonscriptions administratives, judiciaires, militaires, religieuses, etc. dont relève un lieu donné (village ou ville) ont des chefs-lieux et des territoires le plus souvent différents.
Une vision rétrospective parle de « province » pour les subdivisions du royaume, mais aucune entité politique principale n’a officiellement ce titre sous l’ancien régime (voir plus bas pour précisions).
Ce système, encore imprégné par la féodalité, est démantelé en 1790 par l'Assemblée nationale constituante, qui créer un découpage hiérarchisé (commune, canton, district, département) et homogène (par exemple, le département est aussi le cadre du diocèse), encore présent de nos jours.
Les principales circonscriptions de l'Ancien Régime sont : 
- dans le domaine administratif, les généralités (responsabilités des intendants), mais aussi les bailliages et sénéchaussées ;
- dans le domaine judiciaire, les ressorts de parlements : parlements de Paris, de Bordeaux, de Toulouse, de Dijon, du Dauphiné, etc.
- dans le domaine militaire, les gouvernements généraux (responsabilités des gouverneurs), par exemple : Languedoc, Normandie, Guyenne, etc.,
- dans le domaine religieux, qui relève de l'Église catholique, mais qui est elle-même liée au royaume de France par un concordat, les diocèses et archidiocèses (responsabilités des évêques et archevêques).

À ces circonscriptions relativement rationnelles s'ajoutent celles qui sont issues de l'époque féodale, encore très prégnantes au XVIe siècle, leur rôle diminuant par la suite : les différents fiefs dans lesquels s'exerce le pouvoir de seigneurs plus ou moins puissants (au XVIIIe siècle, le duché de Nevers est un grand fief que ne détient pas encore le roi de France, mais il en existe beaucoup de moindre importance).
Il n'existe pas à cette époque d'entités portant officiellement le nom de « province » (sauf dans certains ordres religieux catholiques). C'est après la Révolution que des interprétations ont assimilé les gouvernements militaires à des provinces historiques et culturelles. Or la coïncidence des limites des gouvernements avec ces « provinces » n'est pas toujours impeccable (par exemple le gouvernement du Languedoc ne représente qu'une fraction limitée de l'aire de distribution de la langue d'oc, dont il tire pourtant son nom). Cela a constitué une source de confusion quant aux limites de certaines provinces.
Aujourd'hui, le terme de « province » continue d'être utilisé, malgré certaines réticences, qui lui font parfois préférer le terme de « régions », considéré comme moins condescendant, pour désigner les ensembles géographiques régionaux qui conservent une identité culturelle et linguistique, notamment dans la littérature touristique.
Emprunté aux institutions romaines, les conquêtes étant divisées dès l'époque de la République en provinciae (notamment la Provincia romana, la Provence), le mot « province » apparait en français au XVe siècle et n'a cessé ensuite de se diffuser tant dans les actes officiels que dans l'usage commun. Quel que soit le siècle ou le dictionnaire consulté, la définition du mot reste souvent floue, en raison de la coexistence de plusieurs systèmes de découpages territoriaux sous l'Ancien Régime.
Certains géographes du XIXe siècle, comme Onésime Reclus, ont critiqué la notion de « provinces » et d'« identités provinciales », niant parfois qu'elle corresponde à quelque réalité tangible que ce soit. De fait, les multiples listes et cartes dénombrant les provinces de France ne sont ni parfaitement superposables ni exactement comparables. Il n'en demeure pas moins que la toponymie d'un bon nombre de subdivisions territoriales de l'Ancien régime renvoie aux civitates gauloises de l'Empire romain[pas clair].
Essai de définition : il s’agit d’un territoire, en général de grande étendue, dont les habitants se reconnaissent des origines, des mœurs, des usages, des langues et des institutions communes. Ces territoires disposent de statuts, de coutumes et de privilèges particuliers, différents de ceux en usage dans d'autres provinces. La province est en général formée de la réunion de pays (les anciens pagi de la Gaule romaine), comprend souvent plusieurs grandes villes et est souvent décrite comme composée d'une partie « haute » (plus proche de Paris) et « basse » (plus éloignée), notamment en Bretagne.
Avant la Révolution, la France était constituée de circonscriptions territoriales issues de l'histoire, de la géographie et du peuplement qui étaient différentes et correspondaient à des catégories différentes selon les différents pouvoirs qui s'y exerçaient. Il y avait ainsi des métropoles, diocèses, duchés, baronnies, gouvernements, États, élections, généralités, intendances, parlements, pays, bailliages, sénéchaussées , etc. ; chacune de ces catégories pouvait emprunter le nom d'une province, sans recouvrir la même étendue géographique. Ainsi, le ressort du parlement d'Artois ne correspondait pas au même territoire que le gouvernement d'Artois ou que l'intendance d'Artois.[pas clair]

## Provinces issues des périodes gauloise et gallo-romaine

### Les cités gauloises
« Il est digne de remarquer que les vieux états gaulois ont conservé jusqu'à une époque très voisine de nous, leur nom, leurs limites et une sorte d'existence morale dans les souvenirs et les affections des hommes. Ni les Romains, ni les Germains, ni la féodalité, ni la monarchie n'ont détruit ces unités vivaces ; on les retrouve encore dans les provinces et les pays de la France actuelle. »

— Fustel de Coulanges

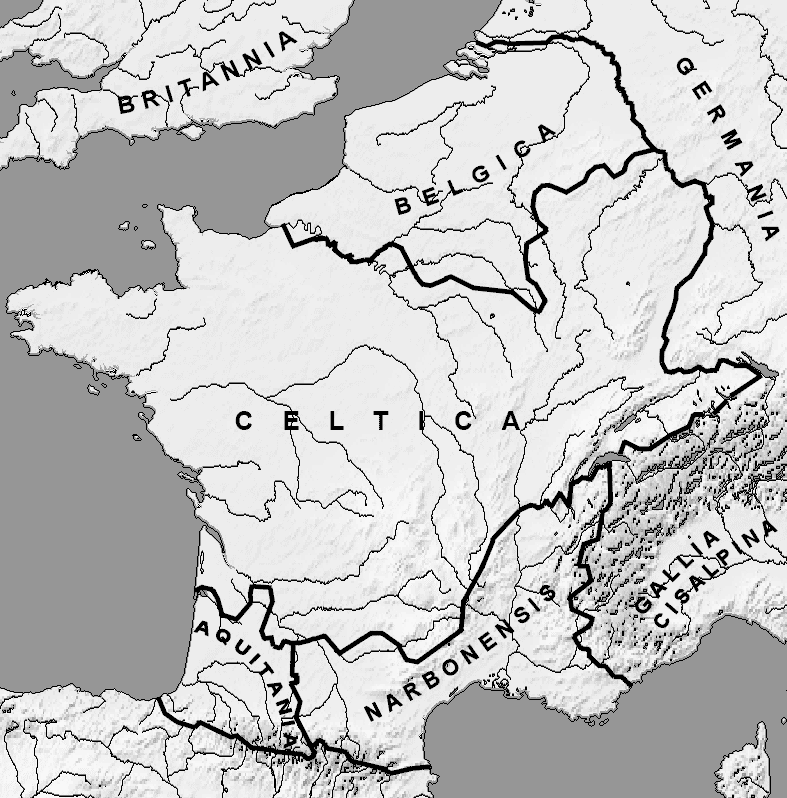
Les différentes parties de la Gaule (58 av. J.-C.).

La Gaule était occupée par cinquante-quatre peuples principaux et plus d'une centaine de peuples particuliers (300 selon Flavius Josèphe), parfois très différents de mœurs. Jules César appelle chacun de ces états indépendants civitas (« cité », sans que le mot se réfère à l'idée de ville ou de bourg), certains étant subdivisés en pagi. De nombreux petits peuples gaulois étaient clients de leurs voisins, donc sous leur dépendance, leur payant parfois tribut. Ces confédérations, dont les plus connues sont celles des Arvernes, des Éduens, des Armoricains, forment en quelque sorte des provinces avant la réorganisation romaine.
Les cités gauloises, avec leur territoire et leur nom qui a été donné à leur chef-lieu, sont devenues sous le Bas Empire les diocèses ; leur statut de mainmorte les ayant fait échapper au partage des domaines patrimoniaux explique leur conservation presque intacts jusqu'à la fin de l'Ancien Régime. Ces circonscriptions ont par la suite été reprises et en partie regroupées pour constituer les généralités, puis les départements, mais en remplaçant leurs anciens noms ethniques (par exemple le Poitou = pays des Pictons, l'Auvergne = pays des Arvernes, le Rouergue = pays des Ruthènes, Périgord = pays des Pétrocores, etc.) par un nom de géographie physique (donnant respectivement les départements de la Vienne, du Puy-de-Dôme, de l'Aveyron, de la Dordogne, etc.).

### La Gaule sous l'Empire romain: provinces et cités
L'étymologie latine du terme provincia nous renseigne sur son sens premier : pro vincere, d'avance conquis[réf. nécessaire]. 
Dans son livre La Guerre des Gaules, César dit que la Gaule chevelue (Gallia comata), hors la province de Narbonnaise (provincia romana) conquise dès - 120 (chef-lieu : Narbonne), est divisée en trois ensembles : la Celtique entre la Garonne et la Seine, la Belgique au nord de la Seine, l'Aquitaine au sud de la Garonne. 

#### Les trois provinces de la Gaule conquise par César
Après la conquête (de - 58 à - 52), la Gaule chevelue est d'abord dirigée par un gouverneur établi à Lyon (Lugdunum), ville créée en -43 par le premier d'entre eux, Lucius Munatius Plancus. 
C'est sous Auguste que la Gaule chevelue est divisée en trois provinciae :
- la Lyonnaise (chef-lieu : Lyon) entre la Loire et la Seine ;
- la Belgique (chef-lieu : Reims) ;
- l'Aquitaine au sud de la Loire (chef-lieu : Saintes, puis Bordeaux), donc beaucoup plus étendue que l'Aquitaine gauloise.

Lyon est aussi le centre de l'ensemble formé par les trois provinces, désigné par la formule « les Trois Gaules » (Tres Galliae) : c'est là que chaque année sont réunis les délégués des 65 civitates (cités) gauloises, principalement pour rendre hommage à Rome et à l'empereur. 

#### Administration des provinces et des cités
Les provinces sont administrés par des gouverneurs romains (proconsuls ou propréteurs) désignés par l'empereur, alors que le gouverneur de la provincia romana est désigné par le Sénat.
Les cités sont administrées par les décurions, notables issus des rangs de la noblesse gauloise ralliée à l'empire, qui bénéficient d'une possibilité d'accès à la citoyenneté romaine (civitas romana). 
Le nombre de provinces augmente fortement durant les cinq siècles de l'Empire romain : à la fin du IVe siècle, au lieu des trois provinces d'Auguste, on trouve douze provinces, regroupées en diocèses au sein de la préfecture du prétoire des Gaules : 1re et 2e Germanie, Séquanaise (Germanie 3), 1re, 2e, 3e et 4e Lyonnaise, 1re et 2e Aquitaine, Novempopulanie (Aquitaine 3), 1re et 2e Belgique. 
L'ancienne Narbonnaise est divisée entre : 1re et 2e Narbonnaise, Viennoise, Alpes cottiennes, Alpes maritimes, Alpes grées et Alpes pennines. 
Un autre changement important est qu'en 212, tous les hommes libres de l'empire deviennent citoyens romains (édit de Caracalla). 

#### Traces des cités et des provinces romaines
Les provinces romaines ont laissé une trace principalement en ce qui concerne l'Aquitaine (à l'origine des provinces de Guyenne et de Gascogne) et à un moindre degré la Belgique. 
Le nom Belgica tombe en désuétude au Moyen Âge, mais est repris par les humanistes à la Renaissance et devient ensuite un emblème du patriotisme des Pays-Bas méridionaux, notamment en 1789 avec la révolution antiautrichienne des États belgiques unis, puis en 1830, avec la sécession de la Belgique par rapport au royaume uni des Pays-Bas créé en 1815. 
À partir du début du VIIe siècle, les Mérovingiens établissent dans la partie sud de l'Aquitaine un duché de Vasconie (ducatus Vasconiae) qui va durer jusqu'au début du XIe siècle, prenant en français le nom de duché de Gascogne. Le territoire de ce duché est situé au sud-ouest de la Garonne, c'est-à-dire qu'il reprend le territoire de la province romaine de Novempopulanie qui est aussi celui de l'Aquitaine préromaine. Le nom de Vasconia est d'étymologie basque (racine euska- comme dans Euskadi, « Pays basque ») bien que les habitants durant le haut Moyen Âge soient déjà principalement de langue romane (proto-dialecte gascon).
En ce qui concerne l'Aquitaine sous les Mérovingiens, le territoire de la province augustéenne est transformé à deux reprises en un royaume d'Aquitaine éphémère. Les Carolingiens en établissent eux aussi, mais de façon plus stable, d'abord au profit de Louis, fils de Charlemagne, puis de Pépin, fils de Louis. L'Aquitaine carolingienne est proche de l'Aquitaine augustéenne, avec la Loire pour frontière nord. Après Louis le Pieux, le duché d'Aquitaine, qui finit par reprendre le contrôle de la Gascogne, perdure jusqu'à la guerre de Cent Ans (1336), devenant au XIIe siècle une possession féodale des rois d'Angleterre, descendants de la duchesse Aliénor d'Aquitaine.
Pendant la guerre de Cent Ans, les rois d'Angleterre (prétendants au trône de France) conservent le duché sans interruption, jusqu'à ce que leurs représentants soient chassés de Bordeaux en 1453. Le duché d'Aquitaine tombe alors dans le domaine royal. Le nom usuel en français devient « Guyenne » (même si les documents écrits en latin continuent d'utiliser Aquitania), terme qui est utilisé principalement pour les territoires au nord de la Garonne tandis que le nom de « Gascogne » est utilisé de façon systématique pour les territoires au sud (« landes de Gascogne », « cadets de Gascogne », notamment).  
Les cités gauloises de l'Empire romain ont laissé des traces plus diffuses à l'échelle du pays, parce que c'est dans ce cadre que s'est organisée l'Église chrétienne, autorisée au début du IVe siècle par Constantin, puis seule entité religieuse de l'empire à partir de 395 (date de l'interdiction des cultes païens), à l'exception du judaïsme.

### Des cités de la Gaule romaine aux diocèses chrétiens

#### Christianisation de la Gaule romaine
La Gaule est christianisée progressivement à partir du IIe siècle. Les communautés chrétiennes apparaissent d'abord dans les grandes villes, notamment à Lyon (sainte Blandine). Lorsque les communautés chrétiennes sont organisées, notamment après l'édit de tolérance de l'empereur Constantin, elles sont placées sous la direction d'un évêque (episcopus) siégeant au chef-lieu de la cité. 
Les évêques sont eux-mêmes placés sous la direction d'un métropolitain ou archevêque dont le siège est au chef-lieu de la province, voire du diocèse impérial. Les premiers archidiocèses de Gaule sont Lyon, Bordeaux et Reims (chefs-lieux des provinces d'Auguste).

#### Diocèses, archidiocèses et paroisses
Par un glissement sémantique, le terme « diocèse » est utilisé pour désigner le ressort d'un évêque. Mais le mot « cité » reste lié à la fonction épiscopale : une ville ou un quartier de ville est une « cité » s'il s'agit d'un siège épiscopal (par exemple : l'île de la Cité à Paris). 
Une des conséquences est que très souvent, la ville épiscopale perd son nom gaulois ou romain et prend le nom du peuple éponyme : par exemple, Condevicnum, chef-lieu de la cité des Namnètes (Namnetes), reçoit au IVe siècle le nom de Namnetes (puis de « Nantes »). Le même processus a lieu à Poitiers (Limonum), Angers, Vannes (Durioritum), Avranches, Bayeux, Lisieux, Vieux, Amiens, Arras, etc. Certains sièges épiscopaux conservent cependant leur nom antique : Lyon, Bordeaux (Burdigala), Lillebonne (Juliobona), Narbonne (Narbo), etc.  
Les communautés chrétiennes de base deviennent les paroisses, dotées chacune d'un prêtre officiant dans une église située au village centre de la paroisse. 

#### Rôle de l'Église à la fin de l'Empire romain d'Occident (Vesiècle)
Lorsque l'Empire romain s'effondre dans sa partie occidentale en raison des invasions germaniques, du sac de Rome en 410 à la déposition de l'empereur d'Occident en 476, les structures administratives impériales disparaissent aussi (notamment les décurions), la seule structure qui résiste est celle de l'Église chrétienne. 
Dans les années 450 à 480, alors que la Gaule est occupée par les Wisigoths, les Burgondes, les Francs, et attaquée par les Huns et leurs alliés (451), les évêques, issus de l'aristocratie gallo-romaine, sont les derniers représentants de la civilisation romaine. 
L'alliance conclue entre le roi des Francs Clovis, païen baptisé à Reims en 496, et l'Église, permet à celle-ci de devenir un élément essentiel dans la Gaule mérovingienne.

#### Longévité des structures ecclésiastiques antiques
Les structures ecclésiastiques perdurent ensuite pour une grande part jusqu'à la fin de l'Ancien Régime, voire au-delà. 
À la fin du XVIIIe siècle, en effet les 36 000 paroisses du royaume de France deviennent les communes instituées par l'Assemblée constituante. 
En même temps, il arrive fréquemment que les limites choisies par les constituants pour les départements respectent celles des diocèses, c'est-à-dire, pour une part, celles des anciennes cités de la Gaule romaine.

### Provinces issues des cités gauloises et diocèses chrétiens
Un certain nombre de provinces françaises correspondent ainsi à une ancienne cité gauloise de l'Empire romain et, au moins approximativement, à un département actuel, notamment : 
- le Périgord (cité des Pétrocores, Périgueux, département de la Dordogne),
- le Quercy (cité des Cadurques, Cahors, Lot)
- le Rouergue (cité des Rutènes, Rodez, Aveyron),
- le Gévaudan (cité des Gabales[Note 7], Lozère),
- la Saintonge (cité des Santons, Saintes, Charente-Maritime),
- l'Artois (cité des Atrébates, Arras, Pas-de-Calais),
- l'Anjou (cité des Andécaves, Angers, Maine-et-Loire).

Dans certains cas, la province est assez étendue pour comporter plusieurs départements :
- le Poitou (cité des Pictons, Poitiers),
- le Limousin (cité des Lémovices, Limoges)
- le Berry (cité des Bituriges, Bourges).

On trouve aussi des cités puis diocèses de petite taille. On parle alors plutôt de pays que de province, par exemple :
- le Bessin (cité des Bajocasses, Bayeux)
- le pays d'Auge (cité des Lexoviens, Lisieux)
- la plaine de Caen (cité des Véliocasses, Vieux)

réunis dans le département du Calvados, dont le chef-lieu, Caen, n'apparaît qu'au Moyen Âge.

## Provinces issues des invasions duVesiècleauXesiècle
L'effondrement de l'Empire romain d'Occident est lié à des mouvements migratoires de grande ampleur, qui se poursuivent jusqu'au Xe siècle et qui sont à l'origine de quatre des plus grandes provinces françaises : la Bourgogne et la Franche-Comté (issues du royaume des Burgondes), la Bretagne (issue du royaume de Bretagne du IXe siècle) et la Normandie (issue du duché de Normandie construit à partir du Xe siècle). En revanche, le royaume wisigoth du Ve siècle n'a pas eu de grandes conséquences en Gaule.

### L'échec du royaume wisigoth de Gaule (Vesiècle)
Les Wisigoths, présents dans l'Empire romain depuis la fin du IVe siècle (bataille d'Andrinople) opèrent le sac de Rome en 410 et s'installent ensuite dans le sud-ouest de la Gaule, dans le cadre d'un accord de fédération avec l'empereur d'Occident Flavius Honorius, établissant leur capitale à Toulouse en 418. 
En 466, le roi wisigoth Euric met fin à l'accord de fédération (faute d'interlocuteur romain assez puissant). Il oriente son action vers la péninsule ibérique.
Lorsque les Francs de Clovis vainquent les Wisigoths à Vouillé (507), ceux-ci se replient au-delà des Pyrénées où ils installent leur capitale à Tolède, ne laissant pas de traces importantes en Gaule.

### Du royaume des Burgondes (Vesiècle) aux provinces de Bourgogne (1482) et de Franche-Comté (1679)
Les Burgondes, installés autour de Worms au début du Ve siècle, se replient vers le sud au moment de l'avancée vers l'ouest des Huns d'Attila (années 430) . Ils créent alors un royaume dont la capitale est d'abord Genève (443), puis Lyon (501).
Il est attaqué par les Francs dès le règne de Clovis, pourtant époux d'une princesse burgonde, Clotilde. Mais ce sont les successeurs de Clovis, Clodomir, Childebert et Clotaire, qui mettent fin à la dynastie burgonde. Le royaume de Burgondie devient alors un des royaumes mérovingiens, aux côtés notamment de l'Austrasie et de la Neustrie. 
Après le traité de Verdun (843), il est au centre de diverses formations étatiques (royaume d'Arles, etc.) et finit par constituer deux entités, l'une relevant du royaume de Francie occidentale, le duché de Bourgogne, l'autre de la Francie médiane, puis du Saint-Empire (962), la comté de Bourgogne, qui deviendra la Franche-Comté après l'annexion française (1679).
Le duché de Bourgogne est un puissant fief dans le royaume de France. Il atteint son apogée sous la dynastie des ducs de la maison de Valois (de Philippe le Hardi à Charles le Téméraire), prenant le contrôle de la comté de Bourgogne, mais aussi de plusieurs fiefs des Pays-Bas, formant les Pays-Bas bourguignons. Après la mort de Charles le Téméraire, Louis XI réussit à reprendre le contrôle du duché de Bourgogne, qui ne sera plus donné en fief par ses successeurs. 
Mais toute l'époque moderne est marquée par le combat entre les rois de France et les héritiers de Charles le Téméraire, les Habsbourg, qui contrôlent à la fois l'Espagne et les Pays-Bas (puis les Pays-Bas méridionaux, dits « Pays-Bas espagnols »). C'est dans le cadre de ce conflit que Louis XIV annexe la comté de Bourgogne et la ville libre de Besançon (traité de Nimègue).

### Les Francs et les origines de la «France»
Les Francs saliens dont sont issus les Mérovingiens sont un peuple germanique mineur, qui apparait au milieu du Ve siècle dans la région de Tournai. Dans la deuxième moitié du siècle, il progresse vers le sud et installe sa capitale à Soissons (486), puis à Paris. 
Très tôt, le nom des Francs (Franken, Franci) est appliqué aux territoires situés autour de Paris, qui deviennent le pays de France, sens qu'on retrouve aujourd'hui dans le nom de certaines communes (Roissy-en-France) ainsi que dans le nom de l'Île-de-France, qui pourrait dériver d'une expression franque : liddle Franke, « petite France ».
Quand ils se manifestent en Gaule, les Francs sont encore des païens (polythéistes), contrairement aux grands peuples germaniques convertis au christianisme arien. Le premier roi majeur est Clovis, qui se fait baptiser en 496 par l'archevêque de Reims Rémi et qui réussit à vaincre et chasser les Wisigoths du royaume de Toulouse. Ses successeurs étendent la domination franque sur le royaume des Burgondes (534), ainsi que vers la Germanie (au-delà du Rhin). 
Ils créent ainsi un royaume des Francs (regnum Francorum), qui sous la direction des Carolingiens (751), acquiert le statut d'empire (imperium) grâce au couronnement de Charlemagne par le pape (25 décembre 800). 
Après la mort de Louis le Pieux (840), ses trois fils, Lothaire, Louis et Charles entrent en conflit pour la succession. En 843, Louis et Charles imposent à Lothaire le traité de Verdun : l'empire est partagé en trois royaumes, Charles reçoit la Francie occidentale, Louis la Francie orientale et Lothaire, l'aîné, le titre d'empereur et la Francie médiane.
Le nom de Francia (« Francie », « France ») va rester attaché au royaume occidental et à ses habitants, bien qu'ils soient pour la plupart de langue romane. Les deux autres royaumes, réunis dans un nouvel empire à partir de 962, sont plutôt désignés en latin par le mot Germania, et ses habitants comme Germani en latin et comme Deutsch en langue germanique (Tiches, Thiois, etc.)

### Du royaume de Bretagne (IXesiècle) à la province de Bretagne (1532)
L'afflux des Germains dans la Bretagne romaine, abandonnée par l'Empire dès le début du Ve siècle, amène une partie importante des Bretons à se réfugier au sud de la Manche, notamment dans l'ouest de la péninsule armoricaine. Celle-ci est progressivement receltisée jusqu'à Saint-Brieuc au nord et à Guérande au sud. 
À l'époque mérovingienne, les Bretons d'Armorique sont indépendants, contrôlant les diocèses occidentaux, y compris celui de Vannes. À l'époque carolingienne, ils entrent en conflit avec l'empire franc de Louis le Pieux. En 851, le chef breton Nominoë réussit à conquérir les comtés de Nantes et de Rennes, ainsi que la péninsule du Cotentin. Il se fait reconnaître comme roi de Bretagne par le roi de Francie occidentale Charles le Chauve. En revanche, il ne réussit pas à obtenir de l'Église la création d'un archidiocèse breton : les évêques de Bretagne restent dépendants de l'archevêque de Tours.
Par la suite, les Bretons sont contraints de quitter le Cotentin et au Xe siècle, le statut de « royaume » est abandonné au profit de celui de « duché ». Les ducs de Bretagne, dont les liens féodaux avec le roi de France sont complexes, abandonnent très tôt l'usage du breton. Ils entrent dans le jeu des luttes féodales et des alliances matrimoniales du royaume de France, de sorte que des Français occupent le trône ducal à partir du XIIIe siècle. Les ducs s'impliquent aussi dans le conflit de la guerre de Cent Ans, aux côtés des Anglais, mais une partie de la noblesse bretonne soutient le parti de la France.
Le duché atteint son apogée dans la deuxième moitié du XVe siècle, mais la politique de puissance menée par François II et sa participation à la Guerre folle amène une réaction radicale de la régente Anne de Beaujeu, qui, après la bataille de Saint-Aubin-du-Cormier (1488), contraint en 1491 l'héritière du duché, la duchesse Anne, à épouser le roi Charles VIII. Après la mort de Charles, Anne doit épouser son successeur, Louis XII, et en 1514, leur fille Claude, héritière du duché, doit épouser François d'Angoulême, qui devient roi de France en 1515.
Par l'édit d'Union de 1532, François Ier établit que le duché de Bretagne ne pourra plus être détenu que par le roi de France. 

### Du traité de Saint-Clair-sur-Epte (911) à la province de Normandie (1259)
Les attaques des Vikings en Europe occidentale commencent dès la fin du VIIIe siècle et s'intensifient au IXe siècle : Paris, entre autres, est attaqué, à quatre reprises entre 845 et 885. Au début du Xe siècle, le chef viking Rollon (Rolf) prend le commandement des Normands de la Seine, conclut un pacte avec l'évêque de Rouen, et, en 911, attaque Paris, sans succès, puis Chartres, où il subit une sévère défaite. Le roi Charles le Simple décide alors de négocier par l'intermédiaire de l'évêque de Rouen. 
Par le traité de Saint-Clair-sur-Epte, Rollon obtient, en contrepartie de la conversion des Normands au christianisme, un territoire allant de l'Epte à la mer. Il est baptisé en 912 sous le nom de Robert. Considéré comme un comte (et vassal) par le roi, il porte effectivement le titre scandinave de jarl. Dans le cadre du système féodal qui se met en place, Rollon et ses successeurs agrandissent considérablement leur territoire. 
C'est le comte Richard II qui, vers l'an mil, prend le titre de duc. En 1066, le duc Guillaume s'empare de la couronne d'Angleterre. En 1144, le duché de Normandie et l'Angleterre reviennent à Geoffroy Plantagenêt, comte d'Anjou, dont le fils Henri épouse en 1152 la duchesse Aliénor d'Aquitaine, aussi comtesse de Poitiers. La maison Plantagenêt se trouve alors à la tête du royaume d'Angleterre et de la moitié du royaume de France.
Le conflit inéluctable qui l'oppose aux rois de France aboutit en 1204 à une victoire royale : la Normandie est confisquée au nom du droit féodal (en tant que vassal, le duc de Normandie a fait preuve de félonie envers son seigneur). 
En 1259, Henri III signe le traité de Paris, par lequel il renonce formellement à ses droits sur la Normandie, ainsi que sur l'Anjou, le Maine, la Touraine et le Poitou. Il conserve ses fiefs aquitains (Guyenne, Limousin, Périgord, Quercy, Agenais, Saintonge), mais reconnait formellement sa vassalité pour ces terres françaises.

## Conséquences du système féodal (duXesiècleauXVesiècle)
Le traité de Verdun de 843 est une étape importante dans l'histoire de l'Europe : l'empire carolingien est alors divisé entre les trois fils de Louis le Pieux. Le « royaume de Francie occidentale » (Charles le Chauve) va devenir le royaume de France des Capétiens ; le royaume de Francie médiane (Lothaire) et le royaume de Francie orientale (Louis le Germanique) vont un siècle plus tard (962) être réunis au sein du Saint-Empire romain germanique, qui inclut alors l'Italie. La limite orientale de la Francie occidentale est fixée sur les « quatre fleuves » : l'Escaut, la Meuse, la Saône et le Rhône.

### Formation des structures féodales (850-950)
Le système féodal s'instaure dans le cadre de la décomposition de l'Empire carolingien à partir du milieu du IXe siècle. L'empire de Charlemagne était relativement organisé, avec une division en comtés, confiés à des agents de l'empereur (les comtes). Mais du fait des troubles de la fin du siècle, notamment des conflits entre les fils de Louis le Pieux avant et après la division du traité de Verdun et des attaques récurrentes des Vikings (pas seulement sur la Seine, mais aussi sur la Loire, sur le Rhin, sur la Meuse...), le lien entre les comtes et le pouvoir central se détend fortement : la solution trouvée est le passage à l'hérédité des fonctions comtales, ainsi que des fonctions plus rares de dux et de marquis (responsable d'une marche territoriale). Le processus est totalement achevé vers l'an 1000 : les pouvoirs de l'État impérial sont devenus propriété privée (fiefs) de familles de dynastes, d'ailleurs eux-mêmes obligé de concéder des fiefs à des seigneurs locaux.  
L'anarchie qui pourrait résulter de la fin du pouvoir d'État est évitée (partiellement) par l'instauration des liens vassaliques, qui permettent de structurer les rapports entre détenteurs de fiefs. Il est admis au moins en théorie que le roi (ou l'empereur) est à la tête de la hiérarchie vassalique. Les rois capétiens vont utiliser le système vassalique pour reconstituer petit à petit un pouvoir central fort, contrairement aux empereurs.  
Dans certains cas, les comtés carolingiens puis féodaux se moulent dans le cadre des diocèses chrétiens : dans l'ouest de la Francie occidentale, on trouve par exemple le comté de Nantes, le comté de Rennes, le comté d'Angers qui correspondent plus ou moins aux diocèses de ces villes. Il arrive d'ailleurs que le titre de comte soit attribué à l'évêque (évêque-comte) : par exemple l'évêque de Mende est aussi comte du Gévaudan. 
Mais dans d'autres situations, un comte réussit à prendre le contrôle de territoires extérieurs à son fief d'origine et à constituer un ensemble féodal plus important, dont certains ont marqué suffisamment l'histoire pour devenir finalement des provinces. 

### Du comté de Flandre à la Flandre
La Flandre, qui se trouve aujourd'hui principalement en Belgique, est issue d'une entité féodale longtemps vassale du roi de France, le comté de Flandre, formé à l'origine dans le territoire de Flandrae (région de Bruges), mais élargi par la dynastie des Baudouin (notamment Baudouin V). 
Ce comté qui inclut les villes de Lille, de Dunkerque, de Bruges et de Gand, s'étend sur la rive gauche de l'Escaut, alors que la rive droite appartient au comté de Hainaut (Mons, Valenciennes) et au duché de Brabant (Bruxelles, Anvers), terres du Saint-Empire. Au Moyen Âge, le comté de Flandre est un pôle économique majeur en Europe, Bruges étant le centre du commerce de l'Europe du Nord.
En 1526, Charles Quint, empereur et roi d'Espagne, mais aussi comte de Flandre et comte d'Artois, impose après la bataille de Pavie (1525) à François Ier de renoncer à tout droit sur ces comtés. 
Louis XIV récupèrera l'Artois, ainsi que quelques villes flamandes (Dunkerque, Lille), le territoire acquis devenant le pays de la Flandre française. 

### Autres exemples
- le comté de Champagne : le comte de Champagne a sa capitale à Troyes, étant donné que la ville principale de la région, Reims, est sous le contrôle de son archevêque, qui détient le titre de comte de Reims à partir de 1023 (province de Champagne)
- le comté de Toulouse qui, acquis par le roi de France dès le XIIIe siècle, devient le gouvernement de Languedoc (province du Languedoc).
- le Dauphiné de Viennois, formé dans le Saint-Empire par les comtes d'Albon, acquis par le roi de France en 1349, devient le fief du prince héritier de France (le dauphin) (province du Dauphiné)

## Évolution du territoire sous l'Ancien Régime

### La féodalité à l'époque moderne
À la fin du Moyen Âge, la royauté achève de reprendre le contrôle des grands fiefs de son royaume, notamment en recouvrant les territoires encore tenus par le roi d'Angleterre à la fin de la guerre de Cent Ans (1453), puis le duché de Bourgogne (1482) et le duché de Bretagne (1491-1532). 
Il reste encore quelques puissances féodales, notamment la maison de Bourbon, dont le chef est premier prince du sang, et la maison d'Albret (Albret, Béarn, Foix), qui est de surcroît détentrice de la couronne royale de Navarre. Les fiefs de ces deux maisons sont intégrés au domaine royal lorsque le fils d'Antoine de Bourbon et de Jeanne d'Albret, Henri III de Navarre, devient en 1589 Henri IV, « roi de France et de Navarre ». 
À partir du règne de Louis XIV, le principal grand fief est le duché d'Orléans, détenu par le frère de Louis, Philippe d'Orléans, puis par ses descendants (son fils le Régent, et un peu plus tard, Philippe-Égalité) : la quatrième maison d'Orléans, une des plus riches familles du royaume, qui affiche son insoumission en adoptant des idées libérales, voire révolutionnaires. 
On trouve aussi quelque fiefs notables, par exemple le duché de Nevers, qui appartient à la famille Mancini. Mais, dans l'ensemble, la féodalité est sous le contrôle de la monarchie absolue issue de la défaite de la noblesse lors de la révolte de la Fronde (1648-1653).

### Intégration de territoires étrangers (duXIVesiècleauXVIIIesiècle)
Au Moyen Âge, les rois de France de la dynastie des Capétiens directs sont occupés d'abord à renforcer leur pouvoir dans le cadre du royaume, défini par le traité de Verdun. Puis, à partir de 1328, la nouvelle dynastie des Valois est confrontée à de nouveaux problèmes, notamment l'entrée en guerre du roi d'Angleterre, appuyé par le roi de Navarre (début de la guerre de Cent Ans, 1336-1453).
Le seul territoire étranger acquis à cette époque est le Dauphiné de Viennois en 1349. L'expansion vers l'est est importante à partir de la fin du XVe siècle, principalement au détriment du Saint-Empire. Deviennent successivement possessions du roi de France :
- le comté de Provence (1481-1487), par héritage ;
- les principautés épiscopales de Metz, de Toul et de Verdun (par conquête en 1552, confirmée par traité en 1648), qui deviennent les « Trois-Évêchés »
- le Bugey et le Pays de Gex, sous le règne de Henri IV en 1601 par le traité de Lyon;
- l'Alsace sous le règne de Louis XIV en 1648 par le traité de Westphalie;
- le duché de Lorraine et le duché de Bar en 1766 (à la suite du traité de Vienne de 1738, marquant la fin de la guerre de Succession de Pologne : le roi de Pologne déchu, Stanislas Leszczynski, beau-père de Louis XV, devient duc de Lorraine, le duché devant échoir à la France à sa mort) ;
- la Corse en 1768, par cession de la république de Gênes (traité de Versailles).

Un cas particulier est celui des territoires impériaux (dont certains anciennement français) détenus par les Habsbourg d'Espagne, héritiers des ducs de Bourgogne de la maison de Valois :
- le comté d'Artois (1659, traité des Pyrénées)
- la ville flamande de Lille (1668, traité d'Aix-la-Chapelle) et alentours ;
- la ville flamande de Dunkerque (1662, par rachat à l'Angleterre qui l'avait conquise en 1658) et alentours ;
- la comté de Bourgogne, ainsi que la ville libre de Besançon (1678, traité de Nimègue à la suite de la guerre de Hollande) ;
- la ville de Valenciennes et alentours (comté de Hainaut) en 1678 (traité de Nimègue).

## Circonscriptions administratives du royaume à l'époque de la monarchie absolue

### Circonscriptions judiciaires: bailliages et sénéchaussées, parlements
Du point de vue juridique, le royaume n'est pas unifié. En particulier, il est divisé en deux ensembles, situés de part et d'autre d'une ligne la Rochelle-Genève : au sud, les pays de droit écrit (en général de langue d'oc), influencés par le droit romain, notamment en ce qui concerne les successions ; au nord, les  pays de droit coutumier.
Du point de vue de l'administration de la justice, il existe des justices seigneuriales, de niveau plus ou moins élevé (« haute justice », qui inclut la peine de mort, et « basse justice »), constituées dans le cadre du système féodal, des justices ecclésiastiques (notamment les tribunaux épiscopaux d'inquisition), des justices urbaines (dans les villes dotées dune charte communale) et des justices royales. 
Les plus anciennes circonscription judiciaires royales, les bailliages et les sénéchaussées, ont été créées dans le domaine royal dès le XIIe siècle. Les baillis et les sénéchaux royaux interviennent soit directement, soit en appel sur les justices seigneuriales. Leurs circonscriptions sont composées de plusieurs pays correspondant chacun à une coutume générale, voire particulière correspondant à d'anciens vici ayant conservé des usages locaux. Ainsi, la sénéchaussée de Quercy est-elle composée de cinq bailliages secondaires, correspondant à cinq anciennes vigueries.[pas clair]
Au-dessus, se trouvent les Parlements, qui dans le royaume de France sont des organes judiciaires, contrairement au Parlement du royaume d'Angleterre (à partir du XIIIe siècle). Ce sont des cours d'appel par rapport aux bailliages et sénéchaussées. Au départ, il n'existe que le Parlement de Paris, dérivé de la curia regis ; à la fin de l'Ancien Régime, il conserve un ressort très étendu (la moitié nord du royaume). 
Mais nombre de principautés féodales passées dans le domaine royal ont été dotées d'un Parlement autonome : ce sont les Parlements provinciaux de Normandie (siégeant à Rouen), de Bretagne (Rennes), de Bordeaux (Guyenne et Gascogne), de Navarre (Pau), de Toulouse (Languedoc), d'Aix (Provence), du Dauphiné (Grenoble), de Dijon (Bourgogne), de Besançon (Franche-Comté), de Nancy (Lorraine), et quelques autres.

### Circonscriptions fiscales: lesgénéralités

#### Historique des généralités
La généralité est une circonscription fiscale créée par les états généraux de 1356 sous le règne de Jean le Bon. Sont alors créées quatre généralités, dirigées chacune par un général des finances : Paris, Rouen, Tours, Toulouse. 
En 1542, François Ier introduit une réforme importante par son édit de Cognac : il divise en quatre chacune des généralités existantes. 
Par la suite, des généralités sont créées selon les besoins, notamment quand un territoire étranger est annexé au royaume (Alsace, Franche-Comté, etc.). 
Les dernières créations ont lieu en 1784 : le nombre de généralités atteint alors le nombre de trente-sept.

#### Territoire des généralités
À la fin du XVIIIe siècle, le territoire de certaines généralités correspond à celui d'entités préexistantes : les généralités de Bretagne, de Poitiers (Poitou), de Corse (Bastia), de Provence (Aix), de Grenoble (Dauphiné), de Strasbourg (Alsace), de Nancy (Lorraine), de Metz (Trois-Évêchés) ; la généralité de Bordeaux correspond plus ou moins au ressort de son Parlement.
Mais les limites sont souvent des nouveautés, soit par division, soit par rassemblement de provinces : ainsi, la Normandie est répartie entre trois généralités, qui débordent ses limites : celles de Rouen, de Caen et d'Alençon (celle-ci incluant une partie du Maine). La généralité de Limoges couvre le Limousin, la Marche et l'Angoumois.

#### Fonctionnement: receveurs généraux et intendants
La généralité est créée comme cadre pour la perception des impôts royaux par les autorités locales (syndics de paroisse, etc.), notamment la taille (impôt par répartition : chaque paroisse doit payer une certaine somme, que le syndic répartit entre les habitants). 
La généralité est dirigée localement par un receveur général, représentant du général des finances qui réside à Paris. Cet officier est soumis à l'inspection de maîtres des requêtes, qui ont un statut de « commissaires » (c'est-à-dire fonctionnaires) et non pas d'officier.
Les intendants deviennent résidents permanents dans les généralités au cours du XVIIe siècle, sous le nom d'« intendants de justice, police et finances », titre qui indique que la généralité est devenue une circonscription d'administration générale (sauf affaires militaires). Les receveurs généraux existent toujours, mais leur rôle perd de son importance.

#### Pays d'états, pays d'élection, pays d'imposition
Sur le plan du fonctionnement, il faut aussi distinguer 
- les pays d'états, c'est-à-dire les provinces dotées d'états provinciaux (analogues aux états généraux : ils représentent les trois ordres de la province), qui ont des droits en matière fiscale (Bretagne, Provence, Bourgogne et Languedoc, mais aussi de plus petites provinces comme le Béarn, la Basse-Navarre, etc.) ;
- les pays d'élection, dépourvus d'états, où le travail de recouvrement des impôts est effectué par des personnes appelées « élus », au départ choisis par les états généraux (notamment pendant la guerre de Cent Ans), ensuite devenus des officiers royaux, d'autant plus que les états généraux ne sont plus réunis entre 1614 et 1789 ;
- les pays d'imposition, provinces étrangères réunies au royaume à partir du XVIe siècle, qui n'ont ni états, ni élus (Alsace, Lorraine, Corse, etc.).

Quelques auteurs[Qui ?] tentent d'assimiler le concept de province à celui de généralité. Sans doute les concepts coïncident-ils occasionnellement lorsque le ressort d'une généralité recoupe peu ou prou celui d'une entité territoriale plus ancienne. Mais on ne saurait y voir synonymie : personne n'utilisera le terme de « province » pour désigner la généralité d'Auch ou la généralité de Soissons.

### Provinces militaires: des grands fiefs aux gouvernements

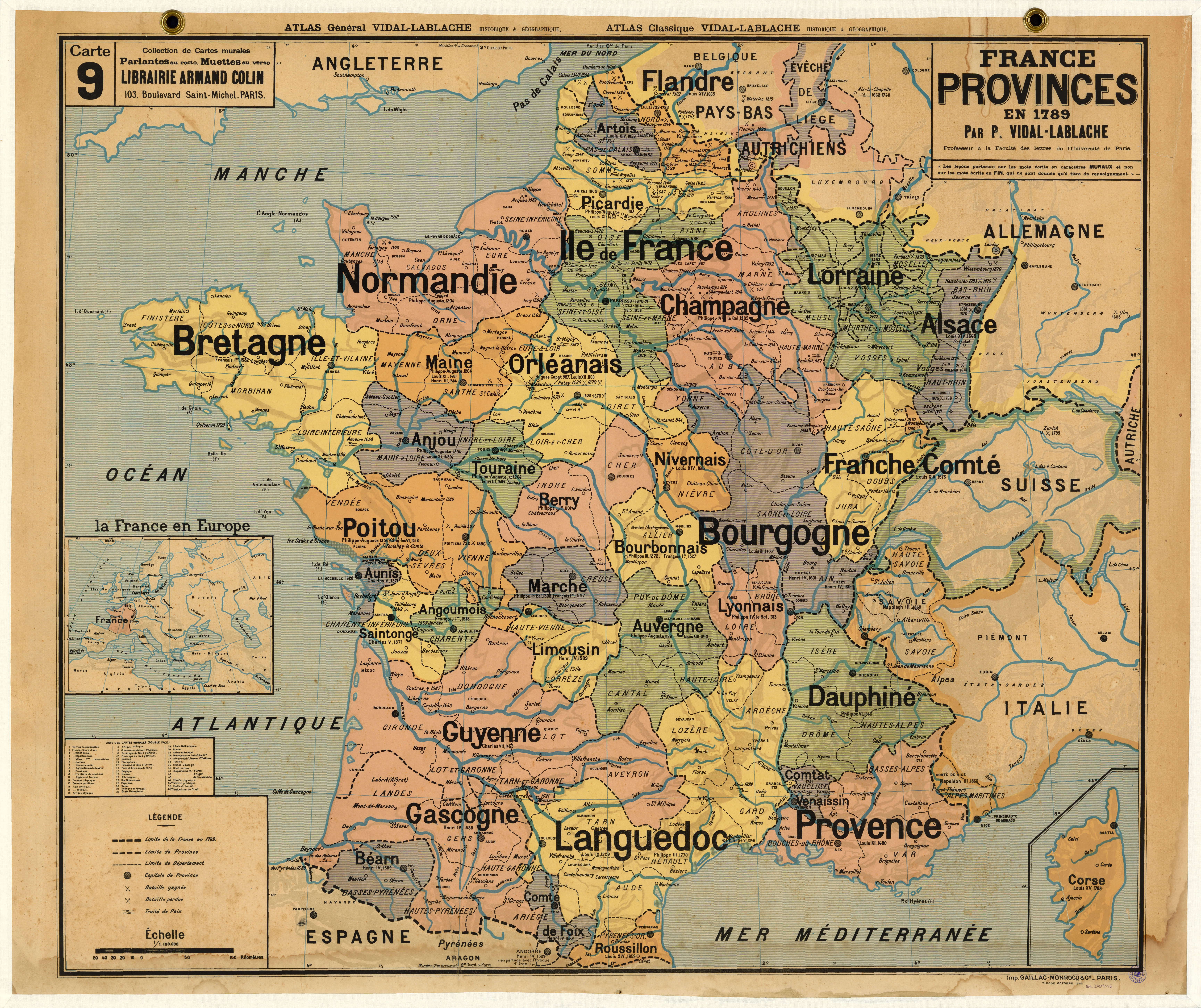
Les départements français (1791) et les limites des anciennes provinces, par Vidal-Lablache.

Ce sont les fiefs dépendant directement de la couronne (duchés, comtés et marches) et qui lui doivent une aide militaire.
En plus du duché de France, qui est devenu le domaine royal, les six premiers grands fiefs ont le titre de pairie :
- les trois duchés d'Aquitaine ou Guyenne, de Bourgogne, de Normandie,
- les trois comtés de Toulouse, de Flandre et de Champagne (vers 1212).

Leurs titulaires sont considérés comme les électeurs du roi de France, avec les six autres pairs ecclésiastiques :
- les trois évêques-ducs de Reims, de Laon, de Langres,
- les trois évêques-comtes de Beauvais, de Châlons et de Noyon (d'origine mérovingienne).

Le nombre des grands fiefs varie avec l'histoire (héritages, confiscations, conquêtes, pertes, traités) et augmente avec le rattachement définitif du comté de Provence, du duché d'Anjou, du duché de Bourgogne, du duché de Bretagne, du duché de Lorraine, etc. Certaines de ces provinces sont le simple retour à la couronne d'un ancien fief comme le duché de Bourgogne dont le frère d'Hugues Capet avait été titulaire. D'autres sont de véritables acquisitions comme le duché de Savoie, la Corse, le Comtat-Vénessin ou le comté de Nice qui relevaient de l'Empire ou du Saint-Siège.
Contrairement aux provinces ecclésiastiques, leur étendue varie au cours de l'histoire en fonction des possessions de leurs titulaires, ou de remaniements politiques. Ainsi, le duché de Gascogne disparaît au XIIe siècle ; le duché de Normandie est divisé en deux gouvernements militaires.
Les « trente-six gouvernements » correspondent à l'époque moderne aux provinces dont dépendent tous les fiefs et arrière-fiefs qui sont autant de circonscriptions territoriales pour la défense et la maréchaussée, la levée des hommes d'armes, la construction des places, des arsenaux et des châteaux, les juges d'armes, et donc aussi toutes les questions de noblesse, d'armoriaux, etc.
À la fin de l'Ancien Régime, sans compter les territoires d'outre-mer comme les îles françaises d'Amérique, Pondichéry, l'île Maurice ou la Nouvelle-France (une province de 1663 à 1763, quand elle a été cédée à la Grande-Bretagne et à l'Espagne), il existe trente-six régions dotées d'un gouverneur chargé de la défense et appelées gouvernements. Chacune d'elles avait sa propre noblesse.
Ces trente-six gouvernements correspondent, avec les régions rattachées à la France depuis 1791, à ce qu'on appelle aujourd'hui « anciennes provinces de France ».

### Provinces ecclésiastiques & diocèses
La spécificité française issue du gallicanisme qui permet au roi de nommer les évêques et les abbés dans le royaume rend ces territoires très liés au pouvoir royal.
Certains diocèses dont le siège se trouvent en France possèdent des paroisses à l'étranger (Orange, Besançon, Glandèves) et inversement (Trèves, Ypres, Urgell).

## Circonscriptions issues de la Révolution: formation des départements

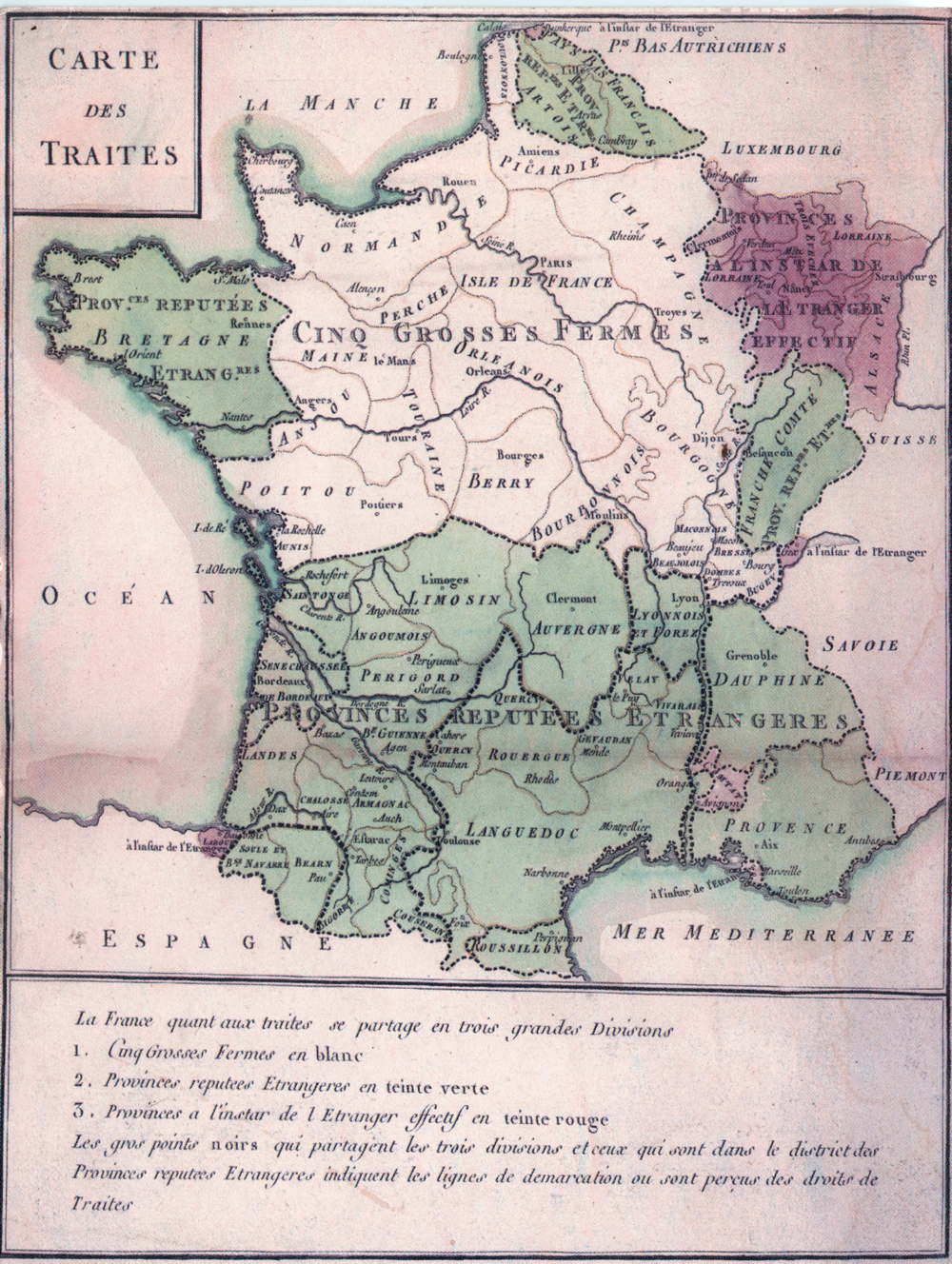
Les provinces réputées étrangères en 1732.

### Principes de la réforme territoriale de 1790
Les hommes de l'Ancien Régime étaient pragmatiques, ils ne réformaient que par petites touches, et il leur paraissait naturel que des domaines de compétences séparés et aussi différents que le religieux, le militaire, le fiscal, l'universitaire, le judiciaire, le commerce, aient des circonscriptions territoriales et des organisations particulières et distinctes, tenant compte des particularités de l'histoire, de la géographie, du peuplement. Il s'ensuivait que certaines villes étaient des capitales judiciaires, d'autres des capitales religieuses, d'autres des capitales commerciales dirigées par les marchands, d'autres encore des capitales militaires avec un gouverneur et une garnison.[réf. nécessaire]
Les députés élus aux états généraux de 1789, assemblée réunie le 5 mai et qui devient le 9 juillet 1789 l'Assemblée nationale constituante, sont dans leur majorité soucieux de réformer le royaume en tenant compte des principes des Lumières et de la raison. Après avoir aboli tous les privilèges et particularismes locaux et sociaux (nuit du 4 août) et promulgué la Déclaration des droits de l'homme et du citoyen (26 août), une de leur première grande réforme est celle de l'administration, qu'ils veulent rendre rationnelle en créant des circonscriptions uniformes ayant compétence dans tous les domaines.  

### Projets et débats
L'abbé Sieyès va jusqu'à proposer que la France soit divisée en carrés : des départements de 100 km², cantons de 10 km² et des communes de 1 km². Mais ce projet n'a pas eu de succès et les départements effecivement établis tiennent compte de facteurs divers, notamment des circonscriptions antérieures, en particulier les diocèses dont on retrouve souvent les limites.[réf. nécessaire]
Les débats à l'assemblée sont âpres, chaque député voulant arracher aux villes voisines toutes ses activités, pour les concentrer dans la sienne en en faisant le chef-lieu[réf. nécessaire].
Finalement, ce sont principalement les diocèses (c'est-à-dire, pour une bonne part, les anciennes cités gauloises de l'Empire romain), qui servent à établir la carte des départements (en regroupant cependant les diocèses de petite superficie et en divisant les grands). 
Les noms donnés aux départements excluent les noms traditionnels (Auvergne, Provence, etc.) remplacés par des désignations neutres de géographie physique (principalement cours d'eau, montagnes, sauf par exemple le Nord et le Calvados).

### Les lettres patentes de mars 1790
Les lettres patentes royales publiées le 4 mars 1790, faisant suite aux décrets pris, « après avoir entendu les députés des toutes les provinces », par l'Assemblée nationale les 15 janvier, 16 et 26 février, ordonnant la division de la France en quatre-vingt-trois départements, dressent la liste des anciennes « provinces » qui allaient donner naissance à ces circonscriptions d'un nouveau genre à l'aube de l'ère contemporaine.
Pour autant, l'ordonnance précise que la division ne vaut encore que pour l'exercice du pouvoir administratif, les anciennes divisions relatives à la perception des impôts et au pouvoir judiciaire subsistant jusqu'à nouvel ordre. Il s'agit par conséquent de la liste, non pas des « provinces » qui sont au nombre de trente-deux (gouvernements militaires), ni de celle des diocèses ou des ressorts des parlements, mais de celle des circonscriptions fiscales ou celle des pays de coutumes (bailliages et sénéchaussées).
Les lettres-patentes donnent l'impression qu'il s'agit d'une division du royaume en « provinces » qui seraient au nombre de quatre-vingt-neuf.[réf. nécessaire]

## Listes

### Gouvernements généraux
Les circonscriptions militaires de la France avant la Révolution (1 à 34), appelées gouvernements avec le nom de leurs capitales indiqués entre parenthèses, ainsi que la date de leur union avec le royaume de France (notées RF) ou de la réunion de leur titre au domaine royal (notées DR) et régions rattachées après la Révolution (35 à 40) :

Gouvernements généraux militaires de France avant 1789 et territoires aujourd'hui français ne faisant pas partie du royaume en 1789.

| Numéro (carte) | Carte               | Blason              | Dénomination | Noms locaux                                          | Statut              | Chef-lieu du gouvernement                                                     | Informations | Intégration |
| -------------- | ------------------- | ------------------- | --- | ---------------------------------------------------- | ------------------- | ----------------------------------------------------------------------------- | --- | ----------- |
| 1              | Île-de-France       | Île-de-France       | Île-de-France | Francie, France                                      | Province            | Paris                                                                         | Ce territoire trouve son origine dans le domaine royal franc, c'est-à-dire le domaine relevant directement de l'autorité du roi de France. |             |
| 2              | Berry               | Berry               | Berry | Berry                                                | Province            | Bourges                                                                       | Cette province trouve son origine dans la vicomté de Bourges (DR : 1101). | 1101        |
| 3              | Orléanais           | Orléanais           | Orléanais | Orléanois                                            | Province            | Orléans                                                                       | Cette province trouve son origine dans les comtés d'Orléans et de Blois (DR : 1498). | 1498        |
| 4              | Normandie           | Normandie           | Normandie | Normandie, Normaundie                                | Duché               | Rouen                                                                         | Duché carolingien de Normandie créé en 911 pour Rollon (DR : 1204). Le duc de Normandie avait eu pour fiefs la Petite Bretagne brièvement au cours du Xe siècle, puis la Grande-Bretagne de 1066 à 1201. | 1204        |
| 5              | Languedoc           | Languedoc           | Languedoc | Lengadòc                                             | Province            | Toulouse                                                                      | Ancien comté réuni au royaume de France au VIIIe siècle, le comté de Toulouse est conquis après la bataille de Vouillé (comme l’Aquitaine : RF 506) puis annexé au domaine royal à la suite de la Croisade contre les albigeois (DR : 1271). | 1271        |
| 6              | Lyonnais            | Lyonnais            | Lyonnais | Lyonnois, Liyonês                                    | Province            | Lyon                                                                          | Cette province trouve son origine dans le comté de Lyon (RF : 1313) | 1313        |
| 7              | Dauphiné            | Dauphiné            | Dauphiné - dont Escartons                                                                                                | Dôfenât, Daufinat                                    | Province            | Grenoble - Briançon (Escartons)                                               | Cette province trouve son origine dans le Dauphiné de Viennois (RF : 1349). | 1349        |
| 8              | Champagne           | Champagne           | Champagne | Chaimpaigne                                          | Province            | Troyes                                                                        | Comté carolingien réuni par alliance (DR : 1361). | 1361        |
| 9              | Aunis               | Dauphiné            | Aunis | Aunis                                                | Province            | La Rochelle                                                                   | Fief d'Aquitaine (1371). | 1371        |
| 10             | Saintonge           | Saintonge           | Saintonge | Santonge                                             | Comté               | Saintes                                                                       | Fief d'Aquitaine (1371). | 1371        |
| 11             | Poitou              | Poitou              | Poitou | Poetou                                               | Province            | Poitiers                                                                      | Fief d'Aquitaine (1416). | 1416        |
| 12             | Aquitaine           | Aquitaine           | Aquitaine - dont Guyenne - dont Gascogne                                                                                 | Aquitània, Akitania                                  | Province puis duché | Bordeaux - Auch(Gascogne)                                                     | Province conquise par Clovis à la bataille de Vouillé avec le Languedoc (RF : 506) royaume, puis duché mérovingien ; mouvance incertaine de 1362 à 1372 (RF : 1453). Duché de Guyenne et de Gascogne en 1789. | 1453        |
| 13             | Bourgogne           | Bourgogne           | Bourgogne | Borgoigne, Borgoègne, Bregogne, Borgogne             | Duché               | Dijon                                                                         | Duché capétien (1477). | 1477        |
| 14             | Picardie            | Picardie            | Picardie | Picardie                                             | Province            | Amiens                                                                        | (1482) | 1482        |
| 15             | Anjou               | Anjou               | Anjou | Anjou                                                | Duché               | Angers                                                                        | (1482) | 1482        |
| 16             | Provence            | Provence            | Provence | Provença, Prouvenço                                  | Comté               | Aix-en-Provence                                                               | (1482) | 1482        |
| 17             | Angoumois           | Angoumois           | Angoumois | Angoumois, Engolmés                                  | Comté               | Angoulême                                                                     | Fief d'Aquitaine (1514). | 1514        |
| 18             | Bourbonnais         | Bourbonnais         | Bourbonnais | Borbonnois, Bourbonnois, Borbonés                    | Province            | Moulins                                                                       | Cette province trouve son origine dans le duché de Bourbon (DR : 1527). | 1527        |
| 19             | Marche              | Marche              | Marche | Marche, Marcha                                       | Comté               | Guéret                                                                        | Cette province trouve son origine dans le comté de la Marche (DR : 1527). | 1527        |
| 20             | Bretagne            | Bretagne            | Bretagne | Breiz, Breizh, Breih, Bèrtaegn                       | Province            | Rennes                                                                        | Armorique jusqu'au VIIIe siècle, comté carolingien puis royaume de Bretagne, intégré dans les domaines Plantagenêt puis dans la mouvance capétienne sous le nom de Duché de Bretagne, qui s'autonomise progressivement jusqu'au XVIe siècle, avec sa réunion définitive au royaume de France par mariage de l'héritière Anne de Bretagne avec le roi de France (DR : 1532). | 1532        |
| 21             | Maine               | Maine · Perche      | Maine et Perche | Maine, Perche                                        | Comté               | Le Mans - Nogent-le-Rotrou (Perche)                                           | Réunion des comtés du Maine et du Perche (DR : 1584). | 1584        |
| 22             | Touraine            | Touraine            | Touraine | Toraine                                              | Province            | Tours                                                                         | (1204) | 1204        |
| 23             | Limousin            | Liousin             | Limousin | Limosin, Lemosin                                     | Province            | Limoges                                                                       | (1589) | 1589        |
| 24             | Comté de Foix       | Comté de Foix       | Comté de Foix | Comtat de Fois                                       | Comté               | Foix                                                                          | (1607) | 1607        |
| 25             | Auvergne            | Auvergne            | Auvergne | Auvèrnha                                             | Comté               | Clermont-Ferrand                                                              | Comté mérovingien mouvant du duché d'Aquitaine, comté carolingien (DR : 1457). | 1457        |
| 26             | Béarn               | Béarn               | Navarre et Béarn - dont Basse-Navarre (la Haute-Navarre étant occupée par l'Espagne)                                     | Nafarroa, Bearn, Biarn                               | États souverains    | Pau (Béarn) - Saint-Jean-Pied-de-Port (Basse-Navarre)                         | Cette "province" trouve son origine dans la vicomté de Béarn qui devient un État indépendant au XIVe siècle (qualifié de « principauté souveraine »). Union avec la Navarre à partir de 1479 après l'accession des souverains béarnais au trône de ce royaume. Perte de la Haute-Navarre en 1522 face à l'Espagne. Le roi de Navarre Henri III devient roi de France en 1589. En imposant l'Édit de Pau en 1620 Louis XIII transforme cette union personnelle en fusion des couronnes de France et de Navarre. Le Béarn et la Basse-Navarre sont depuis lors considérés comme une seule province (RF : 1620). | 1620        |
| 27             | Alsace              | Alsace              | Alsace | Elsàss, Elsass                                       | Province            | Strasbourg                                                                    | Cette province trouve son origine dans le landgraviat de Haute-Alsace (RF : 1648). | 1648        |
| 28             | Artois              | Artois              | Artois | Artoés, Artesië                                      | Comté               | Arras                                                                         | 1180 : l’Artois sort du comté de Flandre pour être donné en dot par le comte de Flandre Philippe d'Alsace à sa nièce Isabelle de Hainaut, femme du roi de France Philippe Auguste. 1382 : l'Artois entre dans le giron des États bourguignons et fait partie des Pays de par deçà, au sein des Pays Bas bourguignons. 1477 : l'Artois passe aux Habsbourg. 1526 : l'Artois, tout comme la Flandre, fait partie des Pays-Bas espagnols aux mains des Habsbourg, jusqu'en 1659 (Traité des Pyrénées). | 1659        |
| 29             | Roussillon          | Roussillon          | Roussillon | Rosselló                                             | Province            | Perpignan                                                                     | (1659) | 1659        |
| 30             | Flandre             | Flandre             | Flandre française - dont Hainaut français - dont Cambrésis                                                               | Frans-Vloandern, Flande franchoèse, Frans-Vlaanderen | Province            | Lille - Valenciennes (Hainaut) - Cambrai (Cambrésis)                          | Cette province depuis son origine faisait partie du royaume de France et le resta jusqu'au Traité de Madrid (1526) où elle fut détachée du royaume de France pour entrer dans le Saint-Empire et faire partie des Pays-Bas espagnols. Sous Louis XIV la partie sud du comté de Flandre, retourna au royaume de France et forma la Flandre française (RF : 1668). | 1668        |
| 31             | Franche-Comté       | Franche-Comté       | Franche-Comté | Frainche-Comtai, Franche-Comtât                      | Comté               | Besançon                                                                      | Cette province trouve son origine dans le comté de Bourgogne (RF : 1678). | 1678        |
| 32             | Lorraine-et-Barrois | Lorraine-et-Barrois | Grand-gouvernement de Lorraine-et-Barrois - dont Lorraine - dont Barrois - dont Trois-Evêchés - dont Luxembourg français | Loherraine, Lothringen, Barrois                      | Grand-gouvernement  | Nancy - Bar-le-Duc (Barrois) - Metz (Trois-Evêchés) - Thionville (Luxembourg) | Réunion de l'ancienne province des Trois-Évêchés (Metz) : (RF : 1648) et des duchés de Lorraine et de Bar (Nancy) : partie de l’ancienne Lotharingie, duché carolingien de Haute-Lorraine pour doter la fille de Charles le Simple (935), possession viagère de Stanislas Ier de Pologne (DR : 1766). | 1766        |
| 33             | Corse               | Corse               | Corse | Corsica, Còrsega                                     | Province insulaire  | Bastia                                                                        | Ancienne possession de la République de Gênes, rattachée à la France une première fois en 1555, rétrocédée en 1559 à la suite de la paix du Cateau-Cambrésis, devenue indépendante de facto depuis 1755, symboliquement cédée par Gênes en 1768 lors du traité de Versailles puis conquise militairement après la bataille de Ponte-Novo (RF : 1769). | 1769        |
| 34             | Nivernais           | Nivernais           | Nivernais | Nivarnois                                            | Duché               | Nevers                                                                        | Le Nivernais, bien que dépendant du royaume de France, n'avait pas été rattaché au domaine royal en 1789. | 1789        |

Territoires de la France métropolitaine actuelle n'ayant pas fait partie du royaume de France :
| Numéro (carte) | Carte                                 | Blason                                | Dénomination                          | Noms locaux                          | Statut       | Chef-lieu          | Informations |
| -------------- | ------------------------------------- | ------------------------------------- | ------------------------------------- | ------------------------------------ | ------------ | ------------------ | --- |
| 35             | Comtat Venaissin                      | Comtat Venaissin                      | Comtat Venaissin                      | Comtat Venaicin, Coumtat Venessin    | fief du pape | Carpentras         | fief du pape (1791). Plus ville d'Avignon, également fief pontifical. La principauté d'Orange avait quant à elle été rattachée à la France en 1713.               |
| 36             |                                       |                                       | Comté de Sarrewerden                  | Grafschaft Saarwerden                | Comté        | Neuf-Sarrewerden   | Enclave du Saint-Empire romain germanique |
| —              |                                       |                                       | Comté de Créhange                     | Grafschaft Kriechingen               | Comté        | Créhange           | Enclave du Saint-Empire, annexée en 1680, sans reconnaissance étrangère, et rattachée aux Trois-Evêchés, puis rétrocédée en 1697 (retour à la France en 1801)     |
| 37             |                                       |                                       | Principauté de Salm-Salm              | Salm-Salm                            | Principauté  | Senones            | |
| —              |                                       |                                       | Comté de Dabo                         | Grafschaft Dagsburg                  | Comté        | Dabo               | Enclave du Saint-Empire, annexée en 1680, sans reconnaissance étrangère, et rattachée à l'Alsace, puis rétrocédée en 1697 (retour à la France en 1801)            |
| 38             | République de Mulhouse                | République de Mulhouse                | République de Mulhouse                | Stadtrepublik Mülhausen              | République   | Mulhouse           | alliée aux cantons suisses (1798). |
| 39             | Principauté de Montbéliard            | Principauté de Montbéliard            | Principauté de Montbéliard            | Grafschaft Mömpelgard                | Principauté  | Montbéliard        | (1793) |
| 40             | Duché de Savoie                       | Duché de Savoie                       | Duché de Savoie                       |                                      | Duché        | Chambéry           | Territoire passé une première fois sous administration française de 1536 à 1559, puis abandonné aux traités du Cateau-Cambrésis. État des États de Savoie (1860). |
| 41             | Comté de Nice                         | Comté de Nice                         | Comté de Nice                         | Countea de Nissa/Niça                | Comté        | Nice               | territoire des États de Savoie (1860). |
| —              | Comté de Tende                        |                                       | Comté de Tende                        | Contea di Tenda                      | Comté        | Tende              | Territoire acquis à la suite de la Seconde Guerre mondiale |
| —              | Villes libres de Menton et Roquebrune | Villes libres de Menton et Roquebrune | Villes libres de Menton et Roquebrune | Città libere di Mentone e Roccabruna | Ville libre  | Menton, Roquebrune | (1861) |

Territoires ayant cessé de relever du royaume de France :
| Numéro (carte) | Carte     | Blason    | Dénomination                                                                                               | Noms locaux                                                                | Statut                            | Chef-lieu de province | Informations |
| -------------- | --------- | --------- | --- | -------------------------------------------------------------------------- | --------------------------------- | --------------------- | --- |
| A              | Catalogne | Catalogne | Catalogne                                                                                                  | Comté de Barcelone, Comtat de Barcelona, Principat de Catalunya, Catalonha | Comté, puis principauté           | Barcelone             | Ancien comté carolingien dont les titulaires devenus rois d'Aragon ont été libérés par le traité signé avec Louis IX en 1258 de leur hommage au roi de France, après une perte de contrôle du territoire au cours du Xe siècle. La partie située au nord des Pyrénées est reconquise en 1463 par la France devant l'impuissance de son allié aragonais, puis rétrocédée au traité de Barcelone en 1493. La principauté fait sécession de l'Aragon (désormais partie de la Monarchie espagnole) pendant la guerre des faucheurs, de 1640 à 1659, et proclame son union à la France. Seul le Roussillon est conservé à la suite du traité des Pyrénées. La partie abandonnée relève aujourd'hui de l'Espagne. |
| B              | Flandre   | Flandre   | Flandre | Flandre, Vlaanderen, Vloandern, Flande                                     | Comté                             | Bruges ou Gand        | Ancien pagus carolingien, puis l'une des principautés du royaume de France, fut détachée au seizième siècle par les traités de Madrid et de Cambrai. Une partie la Flandre française (Lille, Dunkerque) redeviendra française en 1668. Une autre portion, reconquise, est finalement abandonnée (Ypres, Courtrai, Audenarde, Tournai) en 1713, au traité d'Utrecht. La West-Flandre (région d'Ypres, Nieuport, Furnes, Ostende), partie des Pays-Bas autrichiens, repasse sous contrôle français effectif (l'annexion du reste de la Flandre étant prévue) en 1757, avec l'accord de l'Autriche et en échange d'une aide militaire, avant d'être rétrocédée en 1758. Les portions abandonnées de la Flandre sont aujourd'hui partagées entre la Belgique et les Pays-Bas. |
| C              |           |           | Marquisat de Saluces                                                                                       | Marchesato di Saluzzo                                                      | Marquisat                         | Saluces               | Fief conquis en 1538, perdu au profit de la Savoie en 1588, repris en 1600, échangé contre la Bresse, le Bugey, la Dombes et le Pays de Gex avec la Savoie en 1601 au traité de Lyon. Aujourd'hui partie de l'Italie. |
| D              |           |           | Aragon | Aragón                                                                     | Comté                             | Jaca                  | Comté fondé en 802, comme partie de la marche d'Espagne, sous l'Empire carolingien. Partie du royaume de France dès la signature du traité de Verdun en 843. Le roi en perd de facto le contrôle en 934, au profit du royaume de Pampelune, théoriquement inclus dans les frontières françaises également. Définitivement abandonné en 1035, le comté devenant indépendant pour former le royaume d'Aragon. Aujourd'hui partie de l'Espagne. |
| E              |           |           | Haute-Navarre                                                                                              | Navarra Nafarroa                                                           | Royaume                           | Pampelune             | Territoire faisant théoriquement partie du Royaume au moment de la dissolution de l'Empire carolingien en 843, en réalité indépendant à cette date, ensuite uni à la France (et de fait dominé par elle) en 1284, séparé en 1328. La réunion de facto de la Basse-Navarre à la France en 1589, de jure en 1620, entraîne la revendication de la Haute-Navarre par les rois de France, jusqu'en 1659. La partie abandonnée relève aujourd'hui de l'Espagne. |
| F              |           |           | Luxembourg                                                                                                 | Lëtzebuerg Lussimbork                                                      | Duché                             | Luxembourg            | Duché conquis dans son entièreté en 1684, administré par la France jusqu'en 1697, date de sa rétrocession au Saint-Empire, à l'exception de la région de Thionville, formant dorénavant le Luxembourg français. Le territoire est ensuite cédé à la France par l'Autriche en 1757 en échange d'une aide militaire, puis rendu en 1758. Les parties non conservées du Luxembourg sont aujourd'hui partagées entre le Grand-Duché de Luxembourg, la Belgique et l'Allemagne. |
| G              |           |           | Piémont | Piemont, Piemonte                                                          |                                   | Turin                 | Territoire conquis en 1536 en même temps que la Savoie et administré comme province à partir de 1537. L'annexion est reconnue lors de la paix de Nice en 1538. Le Piémont est abandonné en 1559 à la suite des traités du Cateau-Cambrésis. Aujourd'hui partie de l'Italie. |
| H              |           |           | Duché de Bouillon                                                                                          | Dutcheye di Bouyon                                                         | Duché                             | Bouillon              | Territoire de facto français à partir de 1506, domination entérinée en 1676, au détriment du Saint-Empire. Annexion officielle pendant la Révolution en 1795, perte définitive en 1815. Aujourd'hui partie de la Belgique. |
| I              |           |           | Ajoie | Eisgau                                                                     |                                   | Porrentruy            | Territoire de la Principauté épiscopale de Bâle, elle-même partie du Saint-Empire, prise en 1635, rétrocédée en 1650. Aujourd'hui partie de la Suisse. |
| J              |           |           | Minorque                                                                                                   | Menorca                                                                    |                                   | Port-Mahon            | Territoire pris aux Britanniques en 1756, rétrocédé en 1763 en échange de Belle-Île-en-Mer, occupée par la Grande-Bretagne. Aujourd'hui partie de l'Espagne. |
| K              |           |           | Jersey | Jèrri                                                                      | Partie du duché de Normandie      | Saint-Hélier          | Partie insulaire du duché de Normandie, sortie de facto de son état de vassalité envers le souverain français en 1204. Reprise en 1380 et entre 1461 et 1468, puis rétrocédée au souverain anglais, sauf les Iles Chausey, définitivement récupérées. Le souverain britannique régnant y porte toujours le titre de duc de Normandie. |
| L              |           |           | Guernesey                                                                                                  | Guernésy                                                                   | Partie du duché de Normandie      | Saint-Pierre-Port     | Partie insulaire du duché de Normandie, sortie de facto de son état de vassalité envers le souverain français en 1204. Brièvement et partiellement reprise pendant la Guerre de Cent Ans. |
| M              |           |           | Duché de Milan                                                                                             | Ducato di Milano                                                           | Duché                             | Milan                 | Administré par la France de 1495 à 1513, puis de 1515 à 1521, puis de 1524 à 1525, à la suite d'une série d'affrontements avec le Saint-Empire. Officiellement abandonné en 1559 aux traités du Cateau-Cambrésis. Aujourd'hui partagé entre l'Italie et la Suisse. |
| N              |           |           | Pays-Bas méridionaux                                                                                       | Zuidelijke Nederlanden, Südlichen Niederlanden, Zudelikke Nederlandn       | Ensemble de fiefs                 | Bruxelles             | Territoire composite regroupant la partie du comté de Flandre non annexée par la France sous Louis XIV ou par les Provinces-Unies, les parties de la Flandre rétrocédées par la France en 1713, soit la West-Flandre et le Tournaisis, ayant leur propre organisation, le duché de Luxembourg tel que rétrocédé par la France en 1697, le duché de Limbourg, le comté de Hainaut, soit la partie orientale de la région, celle rétrocédée par la France au Saint-Empire, le duché de Brabant, dans ses frontières post-indépendance des Provinces-Unies, le comté de Namur, la seigneurie de Malines et le duché de Gueldre, dans ses frontières post-indépendance des Provinces-Unies. Territoire connu sous le nom de Pays-Bas autrichiens, cédé en 1757 à la France par l'Autriche en échange d'une aide militaire, avant l'annulation de la cession en 1758. Il était à terme prévu d'y mettre en place un État indépendant de facto sous contrôle français, sauf en West-Flandre, dont l'annexion avait un but définitif. Territoire aujourd'hui partagé entre la Belgique, les Pays-Bas, le Luxembourg et l'Allemagne. |
| O              |           |           | Andorre | Andorra                                                                    | Principauté                       | Andorre-la-Vieille    | Territoire initialement compris dans les frontières de la France à la suite du traité de Verdun, en 843. Le contrôle effectif en est à peu à peu perdu, jusqu'à son détachement complet au Moyen Âge central. L'arrivée au pouvoir d'Henri IV en 1589 place l'Andorre en union avec la France et sous un quasi-contrôle de fait, union rendue officielle en 1607, jusqu'en 1789. Le chef de l'État français est toujours coprince d'Andorre. |
| P              |           |           | Palatinat                                                                                                  | Pfalz, Palz                                                                | Comté                             | Heidelberg            | Territoire du Saint-Empire revendiqué pour des raisons de succession, conquis en 1688, rétrocédé en 1697. Aujourd'hui partie de l'Allemagne. |
| Q              |           |           | Pays de la Sarre et communes d'Aubange, de Pétange, de Rumelange et de Mondorf-les-Bains                   | Saarland                                                                   | Parties de la Lorraine            |                       | Territoires du gouvernement de Lorraine-et-Barrois, perdus en 1815 La partie abandonnée du Pays de la Sarre relève aujourd'hui de l'Allemagne. Les communes mentionnées sont partagées entre la Belgique et le Luxembourg. |
| R              |           |           | Val de Suse                                                                                                | Val Duèira                                                                 | Partie du Dauphiné                |                       | Partie du Dauphiné (Bardonnèche et environs), perdue en 1713, au profit de la Savoie. Aujourd'hui partie de l'Italie. |
| S              |           |           | Commune du Cerneux-Péquignot                                                                               |                                                                            | Commune de Franche-Comté          |                       | Commune anciennement franc-comtoise, cédée à la Suisse en 1819 à la suite du traité de Paris de 1814 |
| T              |           |           | Commune de Landau (et environs)                                                                            |                                                                            | Commune d'Alsace                  |                       | Commune anciennement alsacienne, prise en 1648 comme le reste de l'Alsace, perdue en 1815 Aujourd'hui en Allemagne. |
| U              |           |           | Commune de Kehl                                                                                            |                                                                            |                                   |                       | Ville d'outre-Rhin prise en 1678, intégrée à la France comme partie du système de défense de la ville de Strasbourg, rétrocédée au Saint-Empire en 1698 Droits français sur la commune abandonnés en 1774, droits sur les fortifications abandonnés en 1815 Aujourd'hui en Allemagne. |
| V              |           |           | Communes de Fribourg-en-Brisgau et de Philippsbourg                                                        |                                                                            |                                   |                       | Territoires intégrés à la France en 1679 à la suite des traités de Nimègue, perdus en 1697, repris en 1713, rétrocédés au Saint-Empire en 1714, repris en 1744, rétrocédés définitivement en 1745 Aujourd'hui en Allemagne. |
| W              |           |           | Communes de Collex-Bossy, Le Grand-Saconnex, Meyrin, Pregny-Chambésy, Vernier et Versoix                   |                                                                            | Partie du Pays de Gex (Bourgogne) |                       | Communes du Pays de Gex perdues en 1815 Aujourd'hui en Suisse. |
| X              |           |           | Commune de Vieux-Brisach                                                                                   |                                                                            | Commune d'Alsace                  |                       | Ville d'outre-Rhin rattachée de facto à l'Alsace en 1639, de jure en 1648, rendue au Saint-Empire en 1697, reprise en 1703, à nouveau rétrocédée en 1714 Aujourd'hui en Allemagne. |
| Y              |           |           | Commune de Maëstricht                                                                                      |                                                                            |                                   |                       | Prise en 1673, rétrocédée aux Provinces-Unies en 1678. Aujourd'hui aux Pays-Bas. |
| Z              |           |           | Communes de Barbençon, Philippeville, Mariembourg et sections des communes de Froidchapelle et de Beaumont |                                                                            | Communes du Hainaut français      |                       | Enclaves au sein des Pays-Bas espagnols, perdues en 1815 au profit des Pays-Bas. Aujourd'hui en Belgique. |
| A-1            |           |           | Commune de Pignerol                                                                                        |                                                                            |                                   |                       | Annexée entre 1536 et 1574 et entre 1631 et 1696, puis reprise par la Savoie Aujourd'hui en Italie. |

### Les «provinces» et leurs «pays»
Cette liste a suscité des critiques d'universitaires actuels (cf. Romanet, Berlet), en particulier qu'il serait illusoire de vouloir intégrer toutes les « provinces » dans un ensemble cohérent, rationnel, systématique, structuré et surtout parfaitement juxtaposé : 

« On demeure confondu quand on voit avec quelle assurance les géographes-historiens enseignent, depuis un siècle, que la France était divisée en un nombre fixé de provinces méthodiquement classées et délimitées »

— Armand Brette, « Le mot “Province” »
- Alsace :
  - Basse-Alsace ;
  - Haute-Alsace.

- Angoumois ;

- Anjou :
  - Baugeois ;
  - Mauges ;
  - Saumurois ;
  - Haut Anjou.

- Artois ;
- Aunis ;

- Auvergne :
  - Comté d'Auvergne ;
  - Dauphiné d'Auvergne ;
  - Terre royale d'Auvergne ;
  - Seigneurie épiscopale de Clermont ;
  - Vicomté de Carlat.

- Béarn
- Basse-Navarre ;
- Beaujolais.

- Berry :
  - Haut-Berry ;
  - Sancerrois ;
  - Pays-Fort ;
  - Principauté de Boisbelle / Henrichemont ;
  - Champagne berrichonne ;
  - Boischaut Sud ;
  - Boischaut Nord ;
  - Bas-Berry.

- Bourbonnais :
  - Sologne bourbonnaise ;
  - Bocage bourbonnais ;
  - Montagne bourbonnaise ;
  - Limagne bourbonnaise ;
  - Forterre ;
  - Boischaut Sud ;
  - Combraille.

- Bourgogne :
  - Autunois ;
  - Auxerrois ;
  - Auxois ;
  - Bassigny ;
  - Bresse ;
  - Brionnais ;
  - Bugey ;
  - Châtillonnais ;
  - Charollois ;
  - Dijonnais ;
  - Dombes ;
  - Lassois ;
  - Mâconnais ;
  - Pays de Gex ;
  - Revermont ;
  - Valromey.

- Bretagne :
  - Cornouaille (Quimper) ;
  - Poher ;
  - Léon (Saint-Pol-de-Léon) ;
  - Clos-Ratel ;
  - Pays de la Mée (Châteaubriant) ;
  - Pays de Retz (Rezé) ;
  - Évêché de Rennes ;
  - Penthièvre ;
  - Goëlo ;
  - Porhoët ;
  - Poudouvre ;
  - Clos Poulet ;
  - Trégor (Tréguier) ;
  - Vannetais ou Broërec (Vannes).

- Champagne :
  - Argonne ;
  - Ardenne ;
  - Brie champenoise ;
  - Perthois ;
  - Rémois ;
  - Senonais ;
  - Vallage.

- Corse
  - Balagne.

- Dauphiné :
  - Baronnies ;
  - Briançonnais ;
  - Champsaur ;
  - Diois ;
  - Gapençais ;
  - Grésivaudan ;
  - Embrunais ;
  - Principauté d'Orange ;
  - Valentinois ;
  - Viennois.

- Flandre française :
  - Flandre maritime ;
  - Flandre wallonne ;
  - Hainaut (Valenciennois) ;
  - Cambrésis.

- Comté de Foix
  - Donnezan ;
- Forez ;
- Franche-Comté.

- Gascogne[11] :
  - Bordelais[11], Bazadois[11], Agénois[11], Condomois, Armagnac, Chalosse, Pays de Marsan et Landes (départements de Gironde, Landes, Gers et Lot-et-Garonne) ;
  - Provinces basques de Labourd et de Soule[11]
  - Béarn[11] (les territoires du Béarn, du Labourd et de la Soule forment avec celui de la Basse-Navarre (ex-« royaume de Navarre ») le département des Pyrénées-Atlantiques);
  - Bigorre et Quatre-Vallées (Hautes-Pyrénées) ;
  - Couserans et pays de Foix[11] (Ariège)

- Guyenne :
  - Bordelais ;
  - Haute-Guyenne ;
  - Lannes ;
  - Périgord ;
  - Quercy ;
  - Rouergue.

- Île-de-France :
  - Beauvaisis ;
  - Brie française ;
  - Gâtinais (partie francilienne appelée « Gâtinais français ») ;
  - Hurepoix ;
  - Laonnois ;
  - Mantois ;
  - Noyonnais ;
  - Soissonnais ;
  - Pays d'Yveline ;
  - Vexin français ;
  - Valois.

- Languedoc
  - Gévaudan ;
  - Velay ;
  - Vivarais.

- Landau (Ville libre d'Empire rattachée à la France en 1680, puis cédée à la Bavière en 1815, lors du congrès de Vienne) ;
- Limousin ;
- Lorraine
  - Lorraine ducale
  - Barrois (duché de Bar).

- Lyonnais :
  - Ville de Lyon
  - Monts du Lyonnais ;
  - Franc-Lyonnais.

- Maine ;
- Marche : Combrailles ;
- Nivernais.

- Normandie :
  - Basse-Normandie :
    - Auge ;
    - Avranchin : Mortainais ;
    - Bessin ;
    - Bocage virois ;
    - Campagne de Caen ;
    - Cotentin :
      - Bauptois ;
      - Bocage ;
      - Coutançais ;
      - Hague ;
      - Plain ;
      - Pays Saint-Lois ;
      - Val de Saire.

    - Hiémois ;
    - le Houlme ;
    - Passais (Domfrontais).

  - Haute-Normandie :
    - Pays de Bray ;
    - Pays de Caux :
      - Grand Caux ;
      - Petit Caux ;
      - Talou.

    - Marais Vernier ;
    - Campagne du Neubourg ;
    - Pays d'Ouche ;
    - Lieuvin ;
    - Roumois ;
    - Campagne de Saint-André ;
    - Vexin normand.

- Orléanais :
  - Beauce ;
  - Blésois ;
  - Vendômois ;
  - Bas-Vendômois ;
  - Pays chartrain ;
  - Dunois ;
  - Gâtinais (partie orléanaise, dite « Gâtinais orléanais »).

- Perche :
  - Haut-Perche (Grand Perche) ;
  - Perche-Gouët (Bas Perche) ;
  - Thymerais.

- Picardie :
  - Amiénois ;
  - Boulonnais ;
  - Calaisis ;
  - Ponthieu ;
  - Santerre ;
  - Thiérache ;
  - Vermandois ;
  - Vimeu.

- Poitou ;
- Provence
  - Pays de Forcalquier.

- Roussillon :
  - Cerdagne ;
  - Conflent.

- Saintonge ;
- Touraine ;
- Trois-Évêchés (Metz, Toul, Verdun).

### Territoires encore étrangers en 1789
Ne faisaient pas partie du royaume de France, en 1789, les territoires suivants, dont certains étaient enclavés dans le royaume. L'année de la réunion à la France est indiquée entre parenthèses :
- Comtat Venaissin, relevant des États pontificaux (1791) ;
- Comté de Créhange (1793) ;
- Comté de Dabo (1793) ;
- Comté de Sarrewerden (1793) ;
- Obersteinbach, relevant du landgraviat de Hesse-Darmstadt[C 1] (1793) ;
- Principauté de Montbéliard (1793) ;
- Principauté de Salm (1793) ;
- Seigneurie de Lixing[C 2] (1795) ;
- Enclave autrichienne de Manderen[C 3] (1795) ;
- Enclave du Saint-Empire de Zetting-Dieding[C 4] (1795 ou 1797) ;
- Enclave du Saint-Empire de Hundling[C 5] (1797) ;
- Enclave du Saint-Empire de Rouhling[C 6] (1797 ou 1798) ;
- République de Mulhouse, relevant du Saint-Empire et alliée aux cantons suisses (1798).

- Duché de Savoie (partie du royaume de Sardaigne), annexé en 1792, restitué en 1815, annexé en 1860 lors de la formation du royaume d'Italie, avec ses provinces et pays :
  - Savoie Propre ou Savoie ducale ;
  - Maurienne ;
  - Tarentaise ;
  - Genevois ;
  - Chablais ;
  - Faucigny.

- Comté de Nice, partie du royaume de Sardaigne (1860),
- Tende et La Brigue (1947), qui appartenaient au comté de Tende.